# Стрижак, Инна Викторовна
Инна Викторовна Стрижак (урожд. Дяченко; род. 11 июня 1985 года) — украинская легкоатлетка, мастер спорта Украины международного класса (1999). Призёр летних Паралимпийских игр 2000, 2004, 2008 и 2012 года в категории спортсменов с ДЦП.
Занимается в секции лёгкой атлетики Днепропетровского областного центра «Инваспорт». В 2004 году поступила в Днепропетровский институт физической культуры и спорта.
Чемпионка и рекордсменка мира (Лилль, Франция, 2002; Ассен, Нидерланды, 2006) по бегу на 100, 200 и 400 м; Европы (Ноттингем, Великобритания, 1999) в беге на 100 м, бронзовый призёр – в беге на 200 м. Победительница Всемирных игр спортсменов с ДЦП (Великобритания, 2001; США, 2005).
На Паралимпийских играх 2008 года Стрижак завоевала золотую медаль в беге на 100 метров (T38), она показала время 13,43 с, установив мировой рекорд. На Паралимпиаде 2012 Инна Стрижак в прыжках в длину завоевала серебро, уступив россиянке Маргарите Гончаровой. В финальном забеге в беге на 100 метров она показала третий результат и завоевала бронзовую медаль. Победительницей в этой дисциплине снова стала Маргарита Гончарова. Второе место у китаянки Джунфен Чен.
В 2008 году Стрижак была награждена Орденом княгини Ольги III степени, а в 2012 году — II степени.